# Bibliographie sur la psychologie analytique
Pour un article plus général, voir Histoire de la psychologie analytique.
La bibliographie de la psychologie analytique désigne l'ensemble des ouvrages produits par le fondateur de la psychologie analytique, le psychiatre suisse Carl Gustav Jung, puis par ses collaborateurs et continuateurs.
La littérature de la psychologie analytique est, comme celle de la psychanalyse freudienne, vaste et internationale.

## Œuvres de Carl Gustav Jung
Œuvres complètes
L'œuvre de Jung a été compilée en dix huit volumes des Collected works (Gesammelte Werke en allemand), publiés en 1978 par le « National institute of mental health ». Ils furent ensuite édités par Karnac en 1992. Une édition en français est en cours de réalisation
par Michel Cazenave, directeur de la traduction des écrits de Jung chez Albin Michel.
Outil bibliographique
- Juliette Vieljeux, Florent Serina, Bibliographie raisonnée des écrits de C. G. Jung, en allemand, anglais et français, Paris, Le Martin-Pêcheur / Domaine jungien, 2014  (ISBN 978-2954509648)

Correspondances
La vaste correspondance de Jung, publiée en plusieurs tomes, témoigne des riches connexions que Jung entretenait avec des spécialistes d'autres domaines que le sien tels : Wolfgang Pauli, le prix Nobel de physique, le mathématicien Pascual Jordan, l'un des fondateurs de la physique quantique, Erich Neumann, l'indianiste et celtologue Heinrich Zimmer, l'écrivain Hermann Hesse ou le sinologue Richard Wilhelm.
- Aniéla Jaffé, Gerhard Adler, Carl Gustav Jung, Correspondance, tome 1, 1906-1940, Paris, Albin Michel, coll. « Bibliothèque Jungienne », 1992, 394 p. (ISBN 978-2-226-05750-1)
- Aniéla Jaffé, Gerhard Adler, Carl Gustav Jung, Correspondance, tome 2, 1941-1949, Paris, Albin Michel, coll. « Bibliothèque Jungienne », 1993, 340 p. (ISBN 978-2-226-06603-9)
- Aniéla Jaffé, Gerhard Adler, Carl Gustav Jung, Correspondance, tome 3, 1950-1954, Paris, Albin Michel, coll. « Bibliothèque Jungienne », 1994, 312 p. (ISBN 978-2-226-06934-4)
- Aniéla Jaffé, Gerhard Adler, Carl Gustav Jung, Correspondance, tome 4, 1955-1957, Paris, Albin Michel, coll. « Bibliothèque Jungienne », 1995, 272 p. (ISBN 978-2-226-07852-0)
- Aniéla Jaffé, Gerhard Adler, Carl Gustav Jung, Correspondance, tome 5, 1958-1961, Paris, Albin Michel, coll. « Bibliothèque Jungienne », 1996, 272 p. (ISBN 978-2-226-08643-3)
- Sur l'interprétation des rêves  (trad. de l'allemand), Paris, LGF, coll. « Livre de Poche », 2000, 320 p. (ISBN 2-253-90463-5)

Monographies
- Métamorphoses de l'âme et ses symboles. Analyse des prodromes d'une schizophrénie, Paris, LGF, coll. « Livre de Poche », 1996, 770 p. (ISBN 978-2-253-90438-0) Titre de 1944. Ancien titre (1911-1912) : Métamorphoses et symboles de la libido
- Les Sept sermons aux morts et autres textes, édition de L'Herme, coll. « Confidences », 1996, 147 p. (ISBN 978-2-85197-334-4), p. 147contient : « Le problème du quatrième » et « La Psychologie analytique est-elle une religion ? » Première publication en 1916
- Commentaire sur le mystère de la fleur d'or, Albin Michel, coll. « Spiritualité vivante », 1994 (ISBN 978-2-226-06883-5), p. 148première publication en 1929
- L'analyse des rêves tome 1, Albin Michel, coll. « Bibliothèque jungienne », 2005 (ISBN 978-2-226-15883-3), p. 444première publication en 1928 - 1929
- L'analyse des rêves tome 2, Albin Michel, coll. « Bibliothèque jungienne », 2006, 652 p. (ISBN 978-2-226-15893-2), p. 652première publication en 1928 - 1929
- Dialectique du moi et de l'inconscient, Paris, Gallimard, coll. « Folio », 1986, 334 p. (ISBN 978-2-07-032372-2), p. 278première publication en 1933
- Les Rêves d'enfants, tome 1, Albin Michel, coll. « Bibliothèque jungienne », 2002 (ISBN 978-2-226-14238-2)première publication en 1936 - 1941
- Les Rêves d'enfants, tome 2, Paris, Albin Michel, coll. « Bibliothèque jungienne », 2004, 352 p. (ISBN 978-2-226-13496-7)
- Psychologie et alchimie, Paris, Buchet Chastel, coll. « Documents », 2004 (ISBN 978-2-283-02035-7)première publication en 1944
- Aspects du drame contemporain, Georg, coll. « Analyse et synthèse », 1996, 268 p. (ISBN 978-2-8257-0105-8)première publication en 1948
- Aïon, Études sur la phénoménologie du Soi, Albin Michel, coll. « Bibliothèque jungienne », 1983, 334 p. (ISBN 978-2-226-01642-3)première publication en 1951
- Ma vie. Souvenirs, rêves et pensées  (trad. de l'allemand), Paris, Gallimard, coll. « Folio », 1991, 528 p. (ISBN 2-07-038407-1)recueillis par Aniéla Jaffé. Trois éditions : 1961, 1966, 1973
- L'Âme et la vie  (trad. de l'allemand), Paris, LGF, coll. « Livre de Poche », 1995, 415 p. (ISBN 2-253-06434-3)existe également chez Buchet Chastel (grand format)
- L'Âme et le soi, renaissance et individuation, Albin Michel, coll. « Le livre de poche », 1990 (ISBN 2-226-04122-2)existe aussi en grand format
- Les Énergies de l'âme. Séminaire sur le yoga de la kundalinî (1932)  (trad. de l'allemand), Paris, Albin Michel, 2005, 270 p. (ISBN 2-226-10492-5)nouvelle édition sous le titre Psychologie du yoga de la Kundalinî (ISBN 2-226-15711-5)
- L'homme à la découverte de son âme, Paris, Albin Michel, coll. « Hors collection », 1987, 352 p. (ISBN 978-2-226-02821-1)
- Essais sur la symbolique de l'esprit, Paris, Albin Michel, 1991, 322 p. (ISBN 978-2-226-05331-2)première publication en 1948
- Introduction à l'essence de la mythologie, Paris, Payot, 1968, 256 p. (ASIN B0014UTQF0)avec Karl Kerényi et Henri E. Del Medico. Première publication en 1941
- La Guérison psychologique, Paris, Georg, 1984, 342 p. (ISBN 978-2-8257-0465-3)
- L'Énergétique psychique, Genève, Georg, 1973Psychologie et pathologie des phénomènes dits occultes. Un cas de somnambulisme chez une fille d'origine pauvre (médium spirite) (1902). Thèse de doctorat, en psychiatrie, pp. 118-134.
- L'Homme et ses symboles, Gallimard, coll. « Folio », 1988 (ISBN 2-07-032476-1)première publication en 1964. Inclus « Essai d'exploration de l'inconscient ». Écrit en collaboration avec Marie-Louise von Franz, Joseph Henderson, Jolande Jacobi et Aniéla Jaffé.
- La Vie symbolique : psychologie et vie religieuse, Paris, Albin Michel, coll. « Bibliothèque Jungienne », 1989, 270 p. (ISBN 978-2-226-03668-1)
- Radin, Kerényi et Jung, Le Fripon divin, Paris, Georg, coll. « Jung », 1997, 203 p. (ISBN 978-2-8257-0469-1)
- Les Racines de la conscience, Paris, LGF, coll. « Le livre de poche », 1995, 706 p. (ISBN 978-2-253-06250-9)existe aussi chez Buchet Chastel en grand format
- Mysterium conjunctionis, tome 1, Paris, Albin Michel, coll. « Bibliothèque jungienne », 1980, 320 p. (ISBN 978-2-226-01037-7)première publication en 1955 - 1956
- Mysterium conjunctionis, tome 2, Paris, Albin Michel, coll. « Bibliothèque jungienne », 1982, 384 p. (ISBN 978-2-226-01127-5)
- Présent et avenir, Paris, Denoël, coll. « Le livre de poche », 1995, 126 p. (ISBN 978-2-253-90431-1)existe chez Buchet Chastel. Première publication en 1957
- Problèmes de l'âme moderne, Paris, Buchet Chastel, 1994 (ISBN 978-2-7020-1382-3)17 travaux tirés de 4 ouvrages par Roland Cahen
- Psychogénèse des maladies mentales, Paris, Albin Michel, coll. « Bibliothèque jungienne », 2001, 384 p. (ISBN 978-2-226-11569-0)contient Considérations actuelles sur la schizophrénie (1959)
- Psychologie de l'inconscient, Paris, LGF, coll. « Le livre de poche », 1996, 218 p. (ISBN 978-2-253-90442-7)existe chez Georg en grand format. Première publication en 1942
- Psychologie du transfert, Paris, Albin Michel, 1980, 224 p. (ISBN 978-2-226-00924-1)première publication en 1946
- Psychologie et éducation, Paris, Buchet Chastel, 1994, 226 p. (ISBN 978-2-7020-1348-9) Articles de 1916 à 1942.
- Psychologie et orientalisme, Paris, Albin Michel, coll. « Bibliothèque jungienne », 1985, 304 p. (ISBN 978-2-226-02111-3)ensemble d'interventions de premières publications en 1935 et 1960
- Psychologie et religion, Paris, Buchet Chastel, 1994, 218 p. (ISBN 978-2-7020-1346-5)contient les conférences de Jung faites à l'université Yale
- Réponse à Job, Paris, Buchel Chastel, 1994, 306 p. (ISBN 978-2-7020-1360-1)première publication en 1952. Avec  Henri Corbin et Roland Cahen
- Sur l'interprétation des rêves  (trad. de l'allemand), Paris, LGF, coll. « Livre de Poche », 2000, 320 p. (ISBN 2-253-90463-5)
- Synchronicité et paracelsica, Paris, Albin Michel, coll. « Bibliothèque Jungienne », 1988, 352 p. (ISBN 978-2-226-02820-4)contient : Paracelse (1923), Paracelse, une grande figure spirituelle (1941), Préface au Yi king (1948), Énergétique de l'âme (1928), La synchronicité, principe de relations acausales (1952) et Les archétypes de l'inconscient (1954)
- Types psychologiques, Paris, Georg, coll. « Jung », 1997, 505 p. (ISBN 978-2-8257-0467-7)première publication en 1921
- Un mythe moderne. « Des signes du ciel », Paris, Gallimard, coll. « Folio essais », 1996, 328 p. (ISBN 978-2-07-032928-1)première publication en 1958
- CG Jung parle, Paris, Buchet Chastel, 1995, 368 p. (ISBN 978-2-7020-1327-4)Recueil d'interviews menées par W. MC guire et R.F.C. Hull

## Œuvres de Marie-Louise von Franz
- Alchimie une introduction au symbolisme et à la psychologie (La Fontaine de Pierre).
- Alchimie et imagination active (Jacqueline Renard).
- Âme et archétypes (La Fontaine de Pierre).
- Aurora Consurgens le lever de l'aurore  (La Fontaine de Pierre).
- C.G. Jung son mythe en notre temps (Buchet Chastel).
- C.G. Jung et la voie des profondeurs (La Fontaine de Pierre).
- La délivrance dans les contes de fées  (Jacqueline Renard).
- La femme dans les contes de fées (Jacqueline Renard), Albin Michel, 1993
- La légende du Graal (en collaboration avec Emma Jung, Albin Michel - collection sciences et symboles).
- L'Ane d'Or interprétation du conte d'Apulée, (La Fontaine de Pierre).
- La passion de Perpétue un destin de femme entre deux images de Dieu, suivie de Expériences archétypiques à l'approche de la mort (Jacqueline Renard).
- La princesse chatte (La Fontaine de Pierre)
- La psychologie de la divination (Albin Michel - poche), 1995.
- La voie de l'individuation dans les contes de fées  (La Fontaine de Pierre).
- La voie des rêves (La Fontaine de Pierre).
- Les modèles archétypiques dans les contes de fées (La Fontaine de Pierre).
- Les mythes de création  (La Fontaine de Pierre).
- Les rêves et la mort  (Fayard - collection l'espace intérieur).
- Les visions de Saint Nicolas de Flue (La Fontaine de Pierre).
- L'Homme et ses symboles (Robert Laffont - contribution, livre collectif).
- L'Interprétation des contes de fées (Jacqueline Renard), rééd. Albin Michel, 2007
- L'ombre et le mal dans les contes de fées (Jacqueline Renard).
- Matière et psyché, Albin Michel, 2002
- Nombre et temps  psychologie des profondeurs et physique moderne (La Fontaine de Pierre).
- Psychothérapie (Dervy)
- Reflets de l'Âme  (Médicis-Entrelacs).
- Rêves d'hier et d'aujourd'hui, de Thémistocle à Descartes et C.G. Jung, Albin Michel, (poche / Jacqueline Renard), 1992
- La synchronicité, l'âme et la science, Albin Michel, 1995 (avec Michel Cazenave, Hansueli F. Etter, Karl Pribram, Hubert Reeves, Pierre Solié)

## Œuvres de James Hillman
- Le mythe de la psychanalyse, 1977
- Pan et le cauchemar, 1979
- Anima, 1981
- Le polythéisme de l'âme, 1982
- La cuisine de Freud, 1985
- La beauté de Psyché, l'âme et ses symboles, 1993,  (ISBN 2890444899), Titre original : A Blue Fire (1989)
- Le Code caché de votre destin Prendre en main son existence en élevant sa conscience de soi, Ed Robert Lafon, Paris, 1999,  (ISBN 222108893X), Titre original : The soul's code

## Études sur la psychologie analytique
- Rudolf Steiner, Carl Gustav Jung, Hermann Hesse : Passeurs entre Orient et Occident :

Intégration et transformation des savoirs sur l'Orient dans l'espace germanophone (1890-1940), Aurélie Choné – Éd. : PU Strasbourg (2009) - 411 pages
- C.G. Jung ou l'expérience du divin, Jean-Jacques Antier – Éd. : Presses de la

Renaissance (2010) – 430 pages
- Jung et la mystique, Steve Melanson – Éd. : Sully (2009) – 183 Pages